# Парусное (Липецкая область)
Парусное — упразднённая деревня в Задонском районе Липецкой области России. На момент упразднения входила в состав Хмелинецкого сельсовета.  В июне 1979 года включена в состав села Хмелинец и исключена из учётных данных.

## География
Располагалась на левом берегу реки Хмелинка (приток реки Дон), ныне юго-восточная окраина села Хмелинец.

## История
По данным на 1932 год деревня входила в состав Хмелинецкого сельсовета Задонского района Центрально-Чернозёмной области. Упразднена в июле 1979 года.

## Население
По данным на 1932 год в деревне проживало 484 человека.